# Novigrad Podravski
Novigrad Podravski è un comune della Croazia di 3 161 abitanti della regione di Koprivnica e Križevci.